# Крис Нот
Кристофър Дейвид „Крис“ Нот (на английски: Christopher David „Chris“ Noth) (роден на 13 ноември 1954 г.) е американски актьор. Познат е с ролята си на детектив Майк Лоуган в сериалите „Закон и ред“ и „Закон и ред: Умисъл за престъпление“, както и с тази на Тузара в „Сексът и градът“. От 2009 г. участва в сериала „Добрата съпруга“.

## Личен живот
На 6 април 2012 г. Нот се жени за актрисата Тара Лин Уилсън. От нея има син, роден през януари 2008 г.